# Prudencio Padilla Andaya junior
Prudencio Padilla Andaya junior CICM (* 2. Januar 1959 in Lubuagan) ist ein philippinischer Ordensgeistlicher und römisch-katholischer Bischof von Cabanatuan.

## Leben
Prudencio Padilla Andaya junior trat der Ordensgemeinschaft der Scheut-Missionare bei und empfing am 8. Dezember 1986 die Priesterweihe.
Papst Johannes Paul II. ernannte ihn am 16. April 2003 zum zweiten Apostolischen Vikar von Tabuk und Titularbischof von Fuerteventura. Der Apostolische Nuntius auf den Philippinen, Erzbischof Antonio Franco, spendete ihm am 16. Juli desselben Jahres die Bischofsweihe; Mitkonsekratoren waren Diosdado Aenlle Talamayan, Erzbischof von Tuguegarao, und Carlito Cenzon CICM, Apostolischer Vikar von Baguio.
Vom 25. Februar 2017 bis zum 14. November 2018 war er zusätzlich Apostolischer Administrator des vakanten Bistums Ilagan. 
Papst Franziskus ernannte ihn am 8. Dezember 2024 zum Bischof von Cabanatuan. Die Amtseinführung fand am 3. Februar des folgenden Jahres statt.